# Costas de Pereira
Costas de Pereira es una localidad uruguaya del departamento de San José, anteriormente conocida como Rapetti, toma su nombre del complejo de MEVIR que lleva esa denominación.
La zona de Costas de Pereira según el registro de Catastro, se ubica en una zona más al sur del departamento de San José. La zona es mencionada por este registro oficial como Cuchilla Pereyra. 

## Ubicación
La localidad se encuentra situada en la zona sur del departamento de San José, Entre el kilómetro 83 y 86 de la ruta 1, por lo cual también se lo conoce como "85", entre los arroyos Pavón (al oeste) y Luis Pereira (al este). Llegando hasta la zona del carretón y delimitando con las zonas rurales conocidas como Puntas de Laurel, Talas de Pereira y Rincón del Pino.
En esta localidad el Camino de Burgos (antiguo trazado previo a la independencia de Uruguay), se une a la Ruta 1.

## Población
De acuerdo al censo de 2011, la localidad contaba con una población de 134 habitantes.
| --            | 88 | 134 |
| (Fuente: INE) |    |     |